# Сальман аль-Фарісі

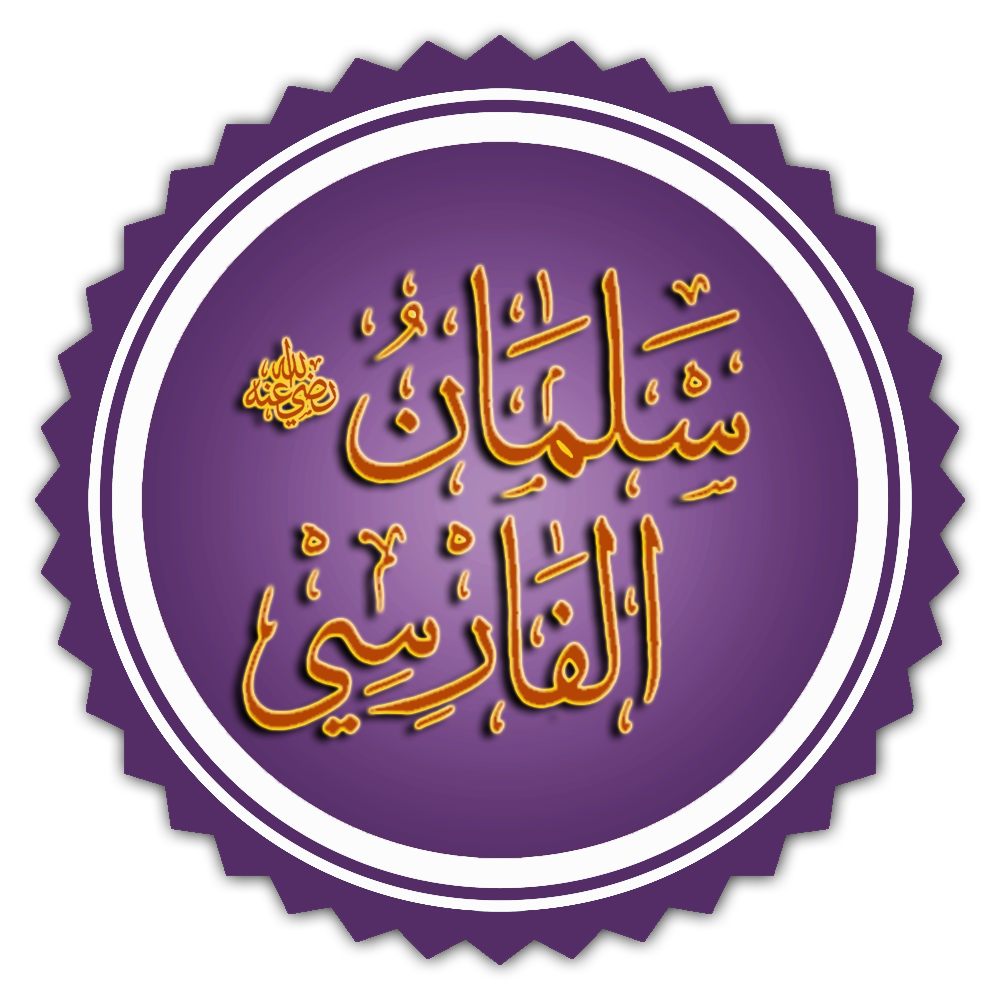

Сальман аль-Фарісі  (перс. سلمان فارسی Salman e Farsi, араб. سلمان الفارسي Salman al-Farisi) — один із сподвижників Мухаммада.

## Біографія
Відомо, що він був сином селянина з перського села Джайан недалеко від Ісбахана. У юності прийняв християнство, через що був вимушений покинути рідну домівку. Переказ свідчить, що один чернець перед смертю повідав йому про майбутнє явлення пророка, який відновить релігію Аврама. Сальман задався метою знайти його. Слідуючи за мандруючими ченцями, досяг Сирії і потім Ваді Аль-Кура в Центральній Аравії. Зраджений бедуїнами племені кальбіт, був проданий в рабство юдеєве, який у своїх справах приїхав в Ятріб (нині Медіна). Тут Сальман дізнався про проповідь Мухаммада і побачив у ньому саме того пророка, про якого говорив йому старий чернець перед кончиною. Згідно з однією з легенд, Мухаммад дав Сальману бракуючу суму грошей, для того, щоб той зміг звільнитися від рабства. Прийнявши іслам, Сальман став одним із найбільш ревних прихильників Мухаммада.

### Битва «біля рову»
Його ім'я пов'язане з перемогою мусульман над мекканськими військами. У березні 627 року мекканці вирішили проучити мусульман за те, що ті неодноразово нападали на каравани, що йдуть до Мекки. Під керівництвом Абу Суф'яна проти Мухаммада і його прихильників, що влаштувалися в Медіні, було відправлено ополчення. Згідно з історичними переказами, загальна чисельність війська склала близько 10 тисяч чоловік, включаючи 300 кінних воїнів, а також загони, виставлені навколишніми племенами. До них приєдналося і юдейське плем'я бану курейза. Проте Мухаммад своєчасно дізнався про рух військ противника і став готуватися до оборони. Йому вдалося зібрати близько 3 тисяч чоловік, але цього явно було недостатньо. І тоді Сальман аль-Фарісі запропонував Мухаммаду тактичний план, який традиційно використовували перські війська. Навколо міста, і особливо там, де місто було найуразливіше, були вириті рови. Всього було вирито близько 6 кілометрів зміцнень, які охопили Медіну півколом із заходу, півночі і північного сходу. І коли 31 березня 627 року мекканські війська підійшли до міста, їх основна ударна сила — кіннота — не змогла подолати цієї перешкоди. Бої звелися до перестрілки через рів, і це не наносило великої утрати як обложеним, так і нападаючим. Спроби подолати перешкоду в ході нових атак також не вдалися. Почалася облога, під час якої Мухаммад почав вести таємні переговори з лідерами племен. Завдяки спритній інтризі і дезінформації супротивника, Мухаммаду вдалося посварити нападників. Через два тижні холодний ураганний вітер, що налетів, остаточно зломив бойовий дух мекканців. Протистояння «біля рову» закінчилося безрезультатно, але і майже без втрат. Проте після цього за зраду поплатилося плем'я бану курайза, кинуте своїми мекканськимі союзниками.

### Подальші походи
Ідея вирити рів навколо міста, як перешкоду для ворожої кінноти, висловлена Сальманом аль-Фарісі, надалі застосовувалася неодноразово. Сам же Сальман після цього брав участь у військових походах, зокрема при завоюванні Ірану. Деякі хронікери приписують йому застосування катапульти (даббаба) і якогось пристосування, завдяки якому можна робити підкоп під фортечні стіни (манджаник).
Згодом Сальман аль-Фарісі брав участь в завоюванні Сирії і Іраку. На схилі віку його почитали як одного з асхабів, і він отримував пенсію рівну тим, що отримували внуки пророка Мухаммада (діти Алі і Фатіми) Хасан і Хусейн.

## Значення у ісламі
Найбільше віддзеркалення образ Сальмана аль-Фарісі отримав в перській і суфійській літературі. На думку дослідників, образ Сальмана Фарісі в ісламській традиції утілює в собі ідею перського вибранства в ісламі. У Іраку в передмісті Багдада (біля Асбанура) досі покланяються його могилі. Відвідини могили Сальман-пак є одним з елементів паломництва до Кербелу до місця поховання імама Хусейна (внука Мухаммеда, сина Алі і Фатіми), здійснюваного шиїтами.
З розвитком ремесла і ремісничих корпорацій Сальман став вважатися патроном цирульників, оскільки він, згідно з традицією, був цирульником Мухаммада. Крім того, його неодноразово згадують серед засновників різних суфійських братерств. До Сальмана зводять також деякі хадиси і ахбар — перекази про Алі. Історіографія шиїтів пов'язує останній період життя Сальмана з Алі. І хоча даних про його життя після 35 року хіджри немає, переказ приписував йому фантастичну тривалість життя — 200, 300 і навіть 553 роки.
Секта друзів (або нусайрітів) ставить його на третє місце після Алі і Мухаммада серед родоначальників цієї релігійної общини, в доктрині якої можна побачити як ісламські, так і християнські елементи. У божественній тріаді (А-М-С) друзів-нусайрітів (А — Алі, М — Мухаммад, С — Сальман) Сальману аль-Фарісі відводиться роль, ідентична святому духу: він «баб», тобто брами, через які Алі спілкується з віруючими.